# Sint-Martinuskerk (Tilburg)
De Sint-Martinuskerk (ook: Sint-Maartenskerk) was een parochiekerk in de Noord-Brabantse stad Tilburg. Het gebouw was gelegen aan de Professor Verbernelaan 39.
De parochie werd opgericht in 1961. In 1964 werd ook de kerk in gebruik genomen. Architect was Jos Schijvens. 
Het was een gebouw in de stijl van het naoorlogs modernisme. De kerk kenmerkte zich verder door een spitse koepel op de vlakke kerkzaal. Er stond een losstaande open betonnen klokkentoren voor de kerk.
In 1983 is de kerk gesloopt.